# Komorowo Żuławskie
Komorowo Żuławskie (niem. Kämmersdorf) – wieś w Polsce położona w województwie warmińsko-mazurskim, w powiecie elbląskim, w gminie Elbląg. Leży przy drodze krajowej nr 7 i na trasie linii kolejowych Elbląg-Braniewo i Elbląg-Olsztyn.
Wieś okręgu sędziego ziemskiego Elbląga w XVII i XVIII wieku. W latach 1973–1976 miejscowość była siedzibą gminy Komorowo Żuławskie.
W latach 1954–1972 wieś należała i była siedzibą władz gromady Komorowo Żuławskie. W latach 1975–1998 miejscowość administracyjnie należała do województwa elbląskiego.